# Рекламен еквивалент
Рекламен еквивалент (на английски: Advertising value equivalency, AVE) е вид измерване, използвано в рекламата, ПР-а и особено при рекламните статии, с което се изчисляват рекламната стойност за осигуряване на същото време или пространство в медиите. Тъй като в рекламни статии и други типове продуктово позициониране може да се надцени рекламния ефект, реално еквивалентът не може математически точно бъде изчислен, така че няма научна обосновка и база за сравнение между платеното рекламно съобщение или продуктово позициониране, и дори неплатеното медийно внимание, но се използва в практиката като тип навигационна метрика, тоест задаваща някакви основни параметри .